# 1 Pułk Drogowo-Mostowy
1 Dębliński Pułk Drogowo-Mostowy im. Romualda Traugutta (1 pdm) – jednostka Wojska Polskiego.
Pułk był w podporządkowaniu dowódcy Śląskiego Okręgu Wojskowego, wchodził w skład Wojsk Lądowych. Jego miejscem stałej dyslokacji był Dęblin.

## Historia
Pułk został sformowany w lutym 1995. Decyzją Ministra Obrony Narodowej, pułk zyskał wyróżniające miano Dębliński. Jednostka przyjęła imię gen. Romualda Traugutta oraz kultywuje tradycje: Batalionu Mostowego Saperów (1919-1939), 7 Pułku Pontonowego (1951-1995), 60 Ośrodka Szkolno-Remontowego Wojsk Inżynieryjnych (1963-1995). W ciągu 10 lat swojego istnienia, pułk kilkukrotnie zmieniał swoje podporządkowanie. Po sformowaniu należał do Krakowskiego Okręgu Wojskowego, następnie do Korpusu Powietrzno-Zmechanizowanego, po reorganizacji do 2 Korpusu Zmechanizowanego, wreszcie od 18 marca 2004 roku był w podporządkowaniu Śląskiego Okręgu Wojskowego.
Z dniem 31 grudnia 2007 Pułk został rozformowany. Na jego bazie został zorganizowany 1 Dębliński batalion drogowo-mostowy im. gen. Romualda Traugutta.

## Struktura
1 Dębliński Pułk Drogowo-Mostowy posiadał następującą strukturę organizacyjną: dowództwo, sztab i logistyka pułku, kompania dowodzenia, trzy bataliony drogowo – mostowe, batalion pontonowy i kompanie remontowa, zaopatrzenia i medyczna.

## Przeznaczenie
1 Dębliński Pułk Drogowo-Mostowy był jednostką inżynieryjną. Bataliony drogowo-mostowe przeznaczone były do przygotowania i utrzymania dróg oraz do budowy lub odbudowy przepraw na przeszkodach wodnych. Głównym zadaniem batalionu pontonowego było urządzanie i utrzymanie mostowych i promowych przepraw pontonowych oraz przepraw desantowych. Zabezpieczenie logistyczne realizowała kompania zaopatrzenia, remontowa i medyczna. Kompania dowodzenia realizowała przedsięwzięcia związane z zabezpieczeniem procesu dowodzenia pododdziałami jednostki.

## Dowódcy pułku
- płk Ryszard Szpak